# (33302) 1998 KV48
1998 KV48 (asteroide 33302) é um asteroide da cintura principal. Possui uma excentricidade de 0.13203570 e uma inclinação de 12.99837º.
Este asteroide foi descoberto no dia 23 de maio de 1998 por LINEAR em Socorro.